# Paranerita hyalinata
Paranerita hyalinata är en fjärilsart som beskrevs av Gottfried Christian Reich 1933. Paranerita hyalinata ingår i släktet Paranerita och familjen björnspinnare. Inga underarter finns listade i Catalogue of Life.